# Rezipientenfreiheit
Rezipientenfreiheit ist das Recht, sich aus allgemein zugänglichen Quellen ungehindert zu informieren. Sie wird als Teil der Informationsfreiheit des Artikel 5 des Grundgesetzes für die Bundesrepublik Deutschland gewährleistet, der nicht nur ein aktives Handeln zur Informationsverschaffung schützt, sondern ebenso die schlichte Entgegennahme von Informationen durch den Rezipienten. Die Rezipientenfreiheit steht in der grundgesetzlichen Ordnung gleichwertig neben der Meinungs- und Pressefreiheit.

## Bedeutung, Auslegung, Einschränkungen
In Deutschland wird die Rezipientenfreiheit durch Art. 5 Abs. 1 Satz 1, 2. Hs Grundgesetz gewährleistet (Jeder hat das Recht, … sich aus allgemein zugänglichen Quellen ungehindert zu unterrichten). Damit reagierte der Verfassungsgeber auf die nationalsozialistische Verordnung über außerordentliche Rundfunkmaßnahmen, die den Empfang ausländischer Radiosender verbot.
„Allgemein zugänglich“ sind dabei solche Informationsquellen, die technisch geeignet und bestimmt sind, der Allgemeinheit Informationen zu verschaffen.
Sie schützt sowohl die Entgegennahme als auch das aktive Beschaffen von Informationen und ist damit in gewisser Weise das Gegenstück zur Meinungsfreiheit, die den Menschen das Recht gibt, Meinungen zu veröffentlichen.
Die Rezipientenfreiheit ist ein klassisches Abwehrrecht gegen den Staat, der die Information der Bürger weder lenken noch behindern und auch nicht registrieren darf. Sie verbürgt nach herrschender Meinung kein Leistungsrecht.
Wie die Meinungsfreiheit kann die Rezipientenfreiheit nur durch ein „allgemeines Gesetz“ eingeschränkt werden (Art. 5 Abs. 2 GG). Ein solches allgemeines Gesetz liegt aber nur dann vor, wenn sich aus dem Informationsvorgang selbst Gefahren ergeben, die durch das einschränkende Gesetz abgewehrt werden sollen.
Ein bekanntes Beispiel für eine Einschränkung der Rezipientenfreiheit ist der Jugendschutz in Deutschland, durch den bestimmte Medien Jugendlichen unter 18 Jahren nicht zugänglich gemacht werden dürfen. Ebenso das Bankgeheimnis oder die Geheimhaltung der Beschlüsse des Bundessicherheitsrates über z. B. den Verkauf von Panzern an das Ausland.
Umstritten sind auch Sperrverfügungen, wie sie in Deutschland Düsseldorfs Regierungspräsident Jürgen Büssow in Nordrhein-Westfalen 2001 erlassen hat, um Internet-Provider zu zwingen, bestimmte Webseiten aus dem Ausland für ihre Kunden durch eine filterbasierte Zensurinfrastruktur zu blockieren. Kritiker werfen ihm vor, damit gegen das Grundgesetz verstoßen zu haben.
Am 2. März 2022 trat das Verbot jeglicher Übertragung von RT-Inhalten EU-weit in Kraft, um die Bürger vor der „Verbreitung von Lügen“ über den russischen Überfall auf die Ukraine zu schützen. Am 6. April 2022 teilte die Medienanstalt Berlin-Brandenburg mit, dass RT DE seine Aktivitäten in Deutschland eingestellt hat.

## Das deutsche Bundesverfassungsgericht zur Rezipientenfreiheit
Die Rezipientenfreiheit bezieht sich nicht auf die Meinungsäußerungsfreiheit des Anbieters, sondern das Sich-informieren-Dürfen (tatsächliches Empfangen von Informationen) des Konsumenten. Sie umfasst sowohl die schlichte Informationsaufnahme als auch die aktive Informationsbeschaffung. Ungehindert bedeutet frei von rechtlich angeordneter oder faktisch verhängter staatlicher Abschneidung, Behinderung, Lenkung, Registrierung und sogar „frei von unzumutbarer Verzögerung“, wie das Bundesverfassungsgericht in seiner Entscheidung im Fall Leipziger Volkszeitung entschieden hat. Eine Sperrung von bestimmten Inhalten ist somit nicht verfassungskonform.
Mit dem Gerichtsfernsehen-Urteil hat das Bundesverfassungsgericht entschieden, dass Fernsehübertragungen von Gerichtsverhandlungen nicht unter die Rezipientenfreiheit fallen, da eine Gerichtsverhandlung keine allgemein zugängliche Quelle ist.

## Völkerrecht
Im Art. 19 des Internationalen Paktes über bürgerliche und politische Rechte ist das „Recht … Informationen und Gedankengut jeder Art … sich zu beschaffen, zu empfangen und weiterzugeben“ verankert. Die Vereinten Nationen sehen die Verwaltungstransparenz als Menschenrecht an. Dieses wird in der Praxis von vielen Staaten anerkannt.